# 流行性斑疹伤寒

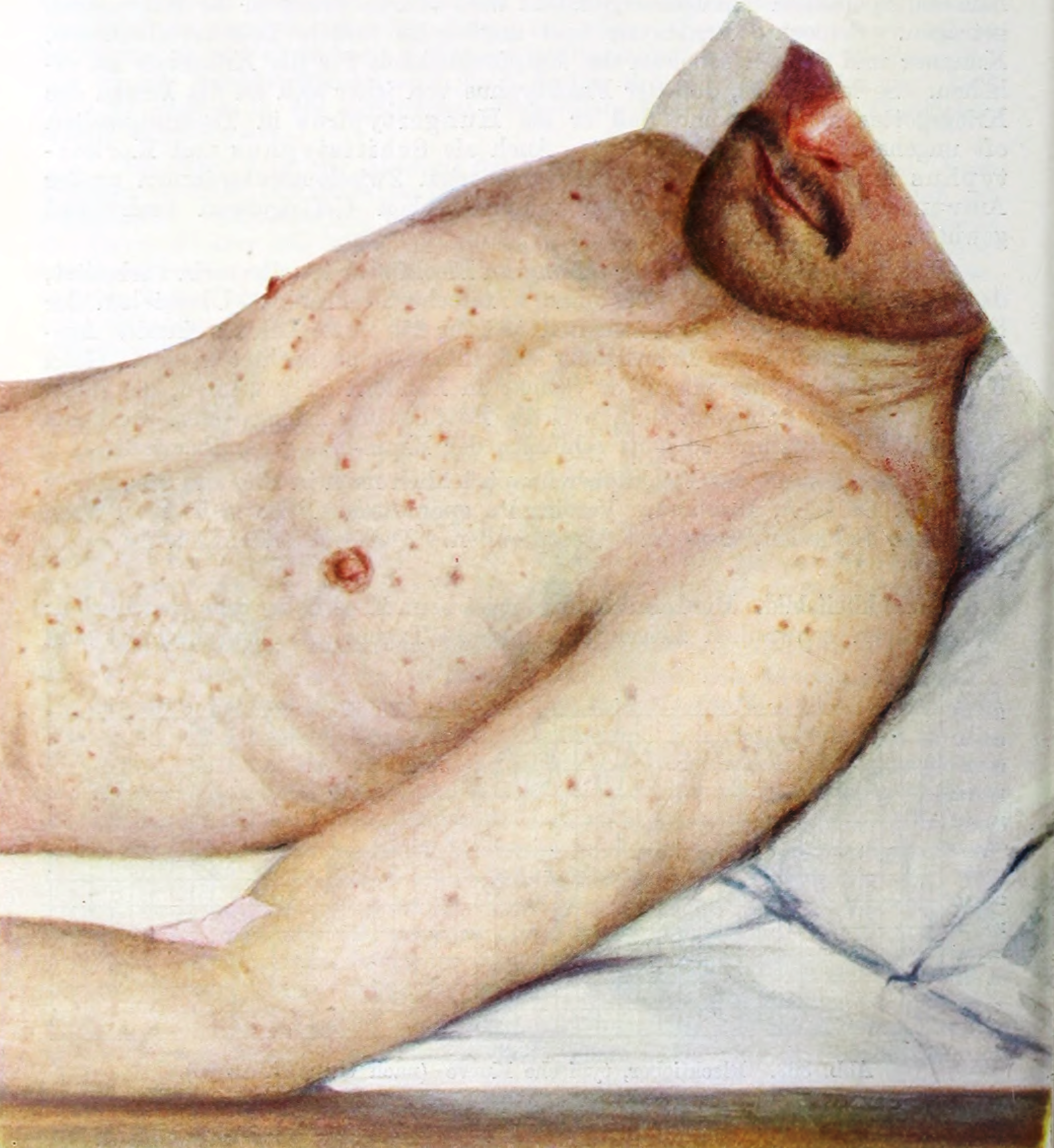
流行性斑疹伤寒患者出现的身体皮疹

流行性斑疹伤寒（英文：Epidemic typhus），又称虱传斑疹伤寒（louse-borne typhus），是斑疹伤寒的一种，常在战争爆发后或自然灾害过后引起流行。流行性斑疹伤寒常由携带病菌的体虱在人群中传播，由普氏立克次氏体致病。流行性斑疹伤寒与地方性斑疹伤寒有所不同，后者一般由跳蚤传播、病原为斑疹伤寒立克次氏体。地方性斑疹伤寒的死亡率较流行性斑疹伤寒低。
历史上，流行性斑疹伤寒曾造成过数以百万计的死亡，但依然属于较为罕见的疾病，常在人群密度较大、卫生环境差的地区爆发。在发达的工业国家中，斑疹伤寒非常罕见，常出现在中非、东非、中美洲和南美洲地区较为寒冷的山岳地区。如果感染后不接受治疗，死亡率可达40%。

## 症状
流行性斑疹伤寒常在接触病原体后2周内发病，症状包括：
- 发烧
- 冷颤
- 头痛
- 呼吸急促
- 身体/肌肉疼痛
- 红疹
- 咳嗽
- 恶心
- 呕吐
- 头脑不清醒

5-6天后，身体开始出现黄斑皮疹，常由上而下起疹，但极少出现在脸部、手掌或脚掌。
布里尔-津瑟病，又称复发性斑疹伤寒，是一种较轻微的流行性斑疹伤寒，是经过长时间的潜伏后复发，常因为人体营养不良或患上其它疾病而导致抵抗力下降。

## 并发症
- 心肌炎
- 心内膜炎
- 感染性动脉瘤
- 肺炎
- 胰腺炎
- 肾脏或膀胱感染
- 脑膜炎
- 急性肾功能衰竭
- 脑炎
- 脊髓炎
- 败血性休克

## 诊断
间接免疫荧光（Indirect fluorescent antibody，IFA）检测、酶联免疫吸附试验（ELISA） 或聚合酶链式反应（PCR）检测。

## 治疗
流行性斑疹伤寒感染可采用抗生素治疗，输液和输氧也可用于稳定病人情况。无治疗的病患死亡率和经过治疗后的病患死亡率存在显著差异：无治疗的死亡率为10%-60%，而在首次感染8天内进行抗生素治疗可使得死亡率接近0%。多西环素、四环霉素、氯霉素常被用于治疗。

## 流行历史

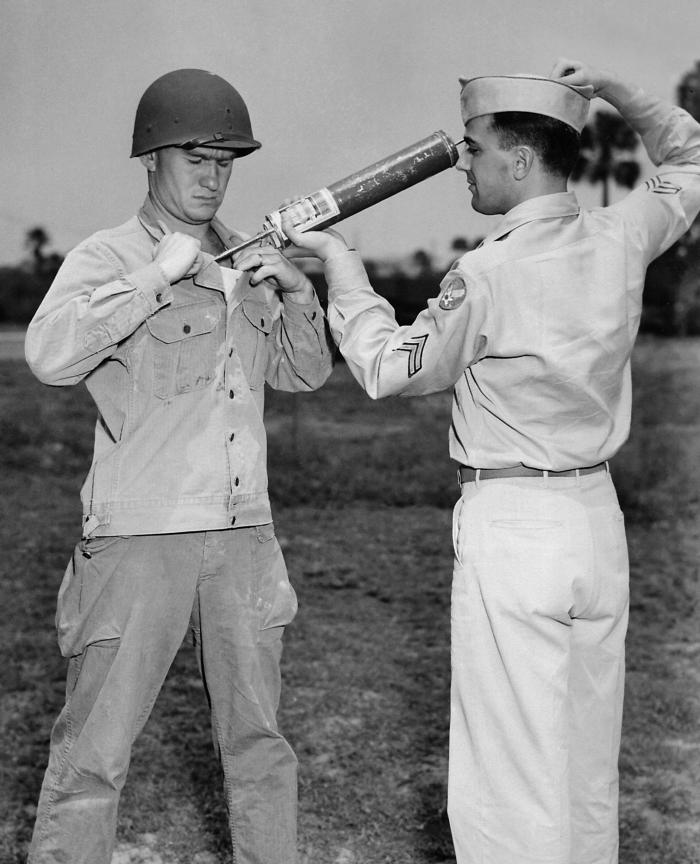
一名美国士兵展示如何使用手持滴滴涕除虱设备。该设备在第二次世界大战中被用于防控传播流行性斑疹伤寒的体虱。

在第一次世界大战（1914–1918年）前，地方性斑疹伤寒出现于波兰及邻国。 第一次世界大战期间，流行性斑疹伤寒在俄国可能造成了约300万人死亡，在波兰、罗马尼亚等地也有数百万平民因此丧生。 1914年起，许多军人、囚犯甚至医生都受到感染，在塞尔维亚至少有15万人染病死亡，其中5万人是囚犯。一战的西部战线专门为部队设有除虱站，而东部战线则饱受该疾病困扰。当时该病的死亡率达10-40%，也是许多医护人员死亡的主因之一。一战和俄国内战期间，1918年-1922年，俄国境内共有2000-3000万人染病，其中200-300万人死亡，是历史上致死人数最多的流行病之一。
第二次世界大战中，流行性斑疹伤寒也造成了数十万人死亡。 1941年，在德军侵略苏联的巴巴罗萨行动中，流行性斑疹伤寒侵袭了德军。 1942-43年，北非和伊朗也出现了大规模流行性斑疹伤寒疫情。 在德军的奥斯维辛集中营、贝尔根-贝尔森集中营等地，该病也导致许多囚犯死亡。 
二战之后，随着疫苗的研发，西欧和北美地区逐渐控制了疫情。此后，该病主要在东欧、中东以及非洲部分地区出现。1993年，非洲布隆迪爆发内战，出现76万难民，1995年该国的一处监狱发生大规模流行性斑疹伤寒疫情。